# Keppel (Schiff, 1925)
Die Keppel, auch HMS Keppel (Kennung: D84 / I84), war ein Zerstörer (Flottillenführer) der Shakespeare-Klasse der britischen Marine, der von 1925 bis 1945 in Dienst stand.

## Geschichte

### Bau und Zwischenkriegszeit
Der Bauauftrag für die spätere Keppel, benannt nach dem britischen Admiral Augustus Keppel (1725–1786), wurde noch während des Ersten Weltkrieges, als vierte Einheit der Shakespeare-Klasse, im April 1918 an die Werft John I. Thornycroft & Company vergeben. Diese legte den Rumpf am Oktober 1918 in Woolston (Southampton) auf Kiel und der Stapellauf erfolgte am 23. April 1920. Anschließend wurde das Schiff zur Marinewerft in Portsmouth und im Februar 1923 zur Marinewerft im walisischen Pembroke Dock überführt. Die Indienststellung erfolgte am 15. April 1925.
Der neue Flottillenführer wurde zuerst bei der Mittelmeerflotte eingesetzt und verlegte im September 1926 auf die China Station. 1931 kehrte das Boot zu einer Überholung nach Großbritannien zurück, um dann erneut im Fernen Osten eingesetzt zu werden. Im Zuge der Abessinienkrise verlegte die Keppel 1935 in das Mittelmeer und kehrte 1936 in die Heimat zurück. Im Oktober 1937 wurde die Keppel außer Dienst gestellt und der Reserve zugeordnet.

### Zweiter Weltkrieg
1939 wurde sie im August wieder aktiviert und blieb als einziges Schiff der Klasse bis Juni 1945 aktiv. Erster Einsatzhafen der Keppel wurde Gibraltar als Flottillenführer der 13. Zerstörerflottille. Anfangs sicherte sie passierende Geleitzüge und begleitete sie ein Stück des Weges, kehrte aber immer wieder zum Einsatzhafen zurück. Im Juni 1940 lief sie nach Südfrankreich, wo aus Port-Vendres und Seta britische Zivilisten sowie polnische und tschechische Soldaten evakuiert wurden. Anfang Juli nahm sie dann am Angriff der Force H auf die französische Flotte in Mers-el-Kébir (Operation Catapult) teil. Auch am folgenden ersten Luftangriff der Trägerflugzeuge der Ark Royal auf Cagliari nahm sie als Sicherungszerstörer teil. Ende des Monats wurde die Keppel dann zur Home Fleet verlegt. Von August bis Oktober wurde sie von der Basis Greenock zur Sicherung von Atlantikgeleitzügen eingesetzt. Nach verschiedenen Sicherungsaufgaben bei der Home Fleet kehrte der Zerstörer im Februar 1941 wieder zur Geleitzugsicherung zurück, wo er anfangs der 12. Escort Group, dann ab August der aus Londonderry operierenden 1. British Escort Group meist als Führungsboot zugeteilt war. Der Gruppe gehörten noch die Zerstörer Sabre, Shikari, Venomous sowie die ehemals US-amerikanischen Lincoln und Rockingham an, dazu kamen noch die vier Korvetten der Flower-Klasse Alisma, Kingcup, Sunflower und Dianella. Am 11. November wurde die Keppel durch eine Kollision mit der Venomous, einem Zerstörer der W-Klasse, schwer beschädigt und wurde dann in Newport repariert und umgebaut. Neben neue Suchgeräten erhielt sie statt des vordersten Geschützes einen Hedgehog-Werfer. Im Januar 1942 konnte die Keppel ihren Dienst bei der EG B1 wieder aufnehmen. Am 25. Juni wurde sie in Reykjavík Führungsboot der unmittelbaren Geleitzugsicherung des Nordmeergeleitzuges PQ 17 durch das Nordmeer in die Sowjetunion, dessen Sicherung nach deutschen Luftangriffen und wegen befürchtetem Angriff durch schwere deutsche Überwassereinheiten abgezogen wurde, was zur weitgehenden Vernichtung des Geleitzuges aus der Luft und durch U-Boote führte.
Die Keppel verlegte nach Gibraltar und sicherte im August den Träger Furious bei mehreren Vorstößen Richtung Malta zur Überführung von Flugzeugen zur angegriffenen Insel. Im September wurde die Keppel wieder zur Home Fleet verlegt und sicherte mit anderen Zerstörern die schweren Einheiten, die den Geleitzug PQ 18 schützten.
Nach einem kurzen Einsatz im Atlantik erfolgte von November 1942 bis März 1943 eine Grundüberholung des Schiffes in London mit Umbau zum Geleitzerstörer. Die Bewaffnung umfasste danach nur noch zwei 12-cm-Kanonen auf den Positionen B und Y, weiterhin ein 76-mm-Flak-Geschütz, zwei 20-mm-Oerlikon-Flugabwehrkanonen, zwei Abwurfschienen und vier Werfer für Wasserbomben und den Hedgehog-Mörser. Die Torpedorohre waren entfernt worden. Dazu war sie mit den neuesten Radargeräten und Ortungsgeräten ausgestattet. Im April 1943 wurde die Keppel Führungsboot der Escort Group B3 in Greenock, zu der die Zerstörer Escapade und die polnische Burza, die Fregatte Towy, die britischen Korvetten Orchis und Narcissus sowie die drei französischen Korvetten Roselys, Aconit und Lobelia der Flower-Klasse gehörten. Im Juni eskortierte die Keppel mit Burza und sechs Korvetten erstmals einen Geleitzug (KMS16, OS49) bis nach Freetown und kehrte im Juli mit SL132 und MKS16 (ab Gibraltar) wieder zurück. Danach wieder auf dem Nordatlantik eingesetzt, versenkte die Keppel bei der Verteidigung der Geleitzüge ONS 18/ON 202 am 22. September U 229 auf 54° 36′ 0″ N, 36° 25′ 0″ W, dessen Funk geortet worden war. Wegen der durch den Rammstoß erlittenen Schäden gab die Keppel die Führung der Escort Group ab und lief nach Behelfsreparatur in Neufundland im Geleitzug HX 259 nach Liverpool zurück und wurde bis Januar 1944 in London überholt.

Sie wurde jetzt der 8th Escort Group zugeteilt, deren Aufgabe in der Sicherung der arktischen Geleitzüge nach Nordrussland bestand. Am 24. Februar 1944 gelang ihre die Versenkung von U 713 auf 69° 27′ 0″ N, 4° 34′ 0″ O bei der Sicherung des Geleitzuges JW 57. Am 2. April versenkte sie auch noch U 360 bei der Sicherung des folgenden Geleitzuges JW 58 auf 72° 28′ 0″ N, 13° 4′ 0″ O.
Im Mai wurde die Keppel den Sicherungseinheiten für die Landung in der Normandie zugeteilt, kehrte aber im August wieder zu den Sicherungseinheiten für die Nordmeerkonvois zurück. Am 24. August war sie dann mit anderen Booten an der Versenkung von U 354 nördlich von Murmansk auf 72° 49′ 0″ N, 30° 41′ 0″ O beteiligt, wie auch am 2. September bei der Sicherung von RA 59A als Keppel mit dem alten Zerstörer Whitehall und den Sloops Mermaid und Peacock die Versenkung von U 394 westlich der Lofoten auf 69° 47′ 0″ N, 4° 41′ 0″ O gelang, das von Flugzeugen der Vindex entdeckt worden war.
Von Februar bis April 1945 wurde die Keppel noch einmal in Glasgow überholt und war damit bei Kriegsende wieder einsatzbereit. Am 24. Juni 1945 wurde die HMS Keppel dann in Barrow außer Dienst gestellt und die Abrüstung begann. Im folgenden Monat wurde sie zum Abbruch an die Firma Ward verkauft.